# جايسون ليتل (لاعب اتحاد الرغبي)
جايسون ليتل (بالإنجليزية: Jason Little)‏ هو لاعب اتحاد الرغبي أسترالي، ولد في 26 أغسطس 1970 في توومبا في أستراليا.

## وصلات خارجية
- جايسون ليتل على موقع دوري الرغبي الممتاز (الإنجليزية)
- جايسون ليتل عل موقع إسبنسكروم (الإنجليزية)
- جايسون ليتل على موقع ItsRugby.co.uk (الإنجليزية)